# Amtshaus Annaburg

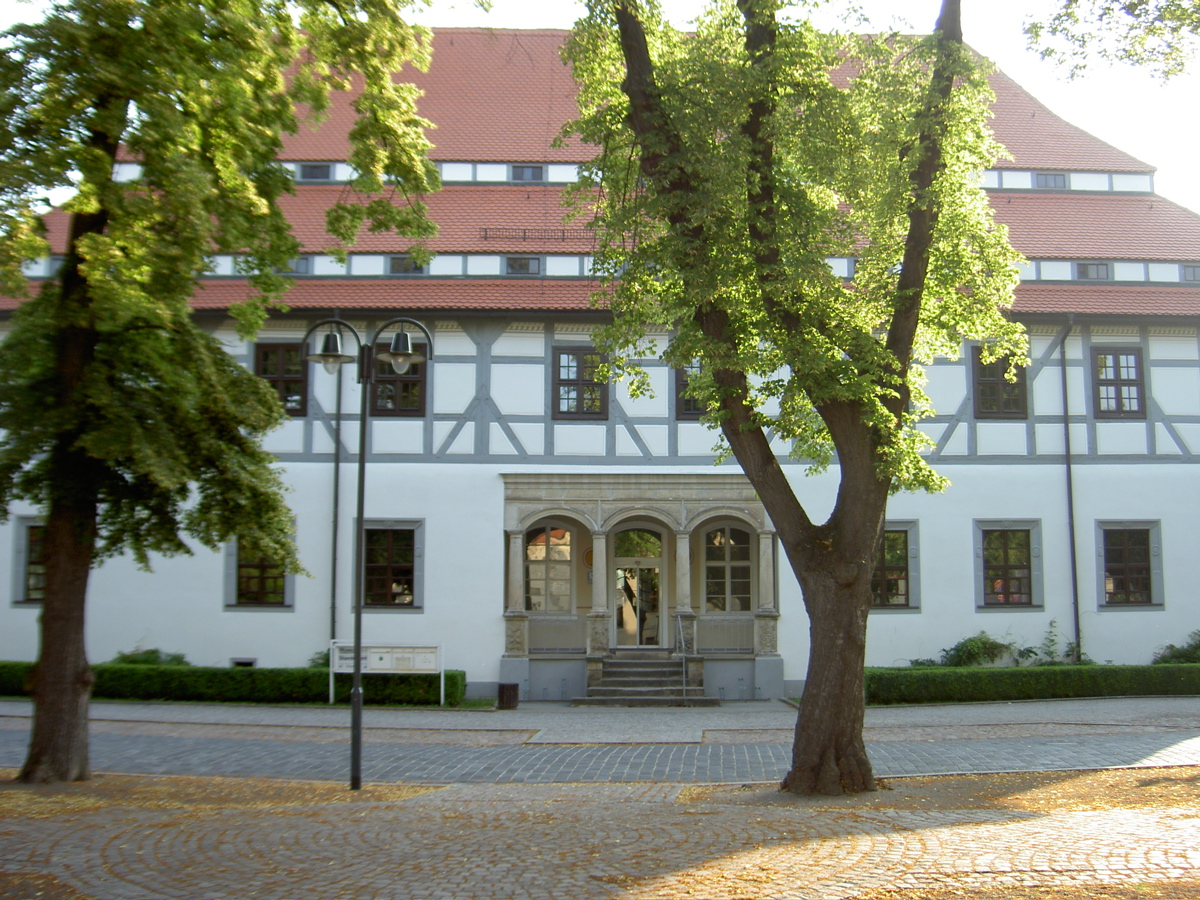
Amtshaus Annaburg

Das Amtshaus Annaburg ist ein denkmalgeschütztes Gebäude und befindet sich am Markt in Annaburg im Landkreis Wittenberg in Sachsen-Anhalt.

## Geschichte
Errichtet wurde das Gebäude im Jahr 1578 für die Verwaltung des kursächsischen Amtsbezirks, welcher seit 1429 bestand. Erforderlich wurde der Bau jedoch erst aufgrund eines Brandes im Vorgängerbau. Bauliche Veränderungen erfuhr das Bauwerk am Ende des 17. Jahrhunderts, in der Mitte des 19. Jahrhunderts und am Anfang des 20. Jahrhunderts. In den Jahren 1993 und 1994 wurde das Amtshaus umfangreich restauriert. Heute befindet sich neben einer Ausstellung im Obergeschoss zur Geschichte der Stadt Annaburg eine Bibliothek im Gebäude.

## Beschreibung

### Außengebäude
Der Fachwerkbau mit seinem massiven Erdgeschoss verfügt über zwei hofseitig gelegene Flügel. Das Fachwerk des Obergeschosses ist mit Verblattungen ausgeführt und verfügt über aufgemalte Friese. Im Dach zur Marktseite befanden sich ursprünglich drei Zwerchhäuser, welche im Zuge des Umbaus am Ende des 17. Jahrhunderts durch ein Walmdach ersetzt wurden. Eine ursprünglich vorhandene Durchfahrt im Gebäude wurde Mitte des 19. Jahrhunderts durch eine Säulenloggia ersetzt. Diese besteht aus vier Sandsteinsäulen auf reliefierten Postamenten. Vermutlich befanden sich diese im ehemaligen Lusthaus des Schlossgartens des Schlosses Annaburg und stammen aus der Zeit um 1580.

### Innenraum
Der Innenraum des Gebäudes verfügt noch heute über viele Elemente aus dem 16. Jahrhundert. Erwähnenswert sind hier eine bemalte Holzbalkendecke, die gewölbten ehemaligen Küchenräume und die Türgewände. Ebenfalls aus dem 16. Jahrhundert stammen die mit Papiertapete beklebten Unterzüge des Dachwerks, welche vermutlich nach dem Abbruch des Schlosses Schweinitz hier wieder verwendet wurden. Aus dem 17. Jahrhundert stammt eine Kassettendecke. In der Loggia befinden sich zwei Wandbilder aus dem 19. Jahrhundert. Am hofseitigen Eingang steht der aus Sandstein gefertigte Grabstein für den 1659 in der Annaburger Heide verstorbenen Forstmeister Martin Rohrwacher.